# 泉秀樹
泉 秀樹（いずみ ひでき、1943年3月16日 - ）は、日本の作家・写真家。

## 略歴
静岡県浜松市生まれ。慶應義塾大学文学部卒。新聞社勤務を経て、以後、作家・写真家として活動する。1973年 小説『剥製博物館』で第5回「新潮新人賞」受賞。歴史に関する著作が多い。
テレビ番組「泉秀樹の歴史を歩く」(J:COMテレビ)ナビゲーター。

## 著書
- 遠藤周作の研究（編、実業之日本社 1979年6月）
- くるしまぎれにモーパッサン （出帆新社 1981年7月）
- 率直にきこう あなたはなぜ神など信ずるか （女子パウロ会 1983年7月）
- 知られざる金権日本史 歴史を動かした金と力の56話 （日本文芸社 1984年）
- 不思議おもしろ日本史（三笠書房 知的生きかた文庫）
- ブルーバード U12Bluebird開発ドキュメント （芸文社 1988年6月）
- 幕末維新人物100話 （立風書房 1988年）
- 損害保険の利用術 （徳間ブックス 1988年 ）
- 「宮仕え」日本史 （日本文芸社 1990年）
- 信長一〇一話 切れる男をつくる （有楽出版社 1992年6月）
- 〈歴史のウラ舞台〉おもしろ人物帖 （三笠書房 1992年）
- 文物の街道 1-2 （恒文社 1992年5月）
- おんな今も昔も史（PHP文庫 1992年）
- 狙撃 （有楽出版社 1992年8月）
- 風と海の回廊 日本を変えた知の冒険者たち （広済堂出版 1994年）
- 海の往還記 近世国際人列伝（中公文庫）
- 八代将軍徳川吉宗 （三笠書房 1994年 知的生きかた文庫）
- 歴史おもしろ苦労話 （三笠書房 1995年 知的生きかた文庫）
- 敗者の日本史 （学習研究社 1995年 歴史群像新書）
- 不倒企業の知恵 （広済堂出版 1996年5月）
- 幕末維新人物事典 （講談社+α文庫 1997年）
- 戦国乱世百傑百話 （実業之日本社 1998年）
- 戦国なるほど人物事典（PHP文庫）
- 天皇の四十七士 元禄忠臣蔵の真実 （立風書房 1998年9月）
- 商人道極意 （小学館 1998年4月 小学館ジェイブックス）
- 忠臣蔵百科 （講談社 1998年11月）
- 東海道の城を歩く（立風書房 2000年6月）
- 悪女の棲む部屋 （祥伝社文庫 2000年）
- 戦国街道を歩く（立風書房 2000年12月）
- 写真で見る日本名産事典 （全2巻 日本図書センター 2000年12月）
- 東海道五十三次  一宿一話（PHP文庫 2001年）
- 日本暗殺総覧 テロルの系譜 （ベスト新書 2002年）
- 手で書いた日本語心にしみる「生字」 （文芸社 2002年10月）
- 探訪日本の美味名産 絶品・名品・逸品（学習研究社 2003年）
- 織田信長 （PHP研究所 2004年9月）
- 源平ものしり人物事典 （文芸社 2004年11月）
- 金は天下のまわりもの（グラフ社 2005年1月）
- 天下取り73城 信長・秀吉・家康の野望 （学習研究社 2005年 歴史群像シリーズ）
- 歴史人物・意外な「その後」（PHP文庫 2006年）
- 日本「古街道」探訪 （PHP文庫 2007年）
- 織田信長と戦国武将天下取りの極意 （講談社+α文庫 2007年）
- 商売繁盛・老舗のしきたり （PHP新書 2008年）
- 士道の本懐 （PHP研究所 2008年8月）
- 大江戸富者と貧者のなるほど経済学 （大和書房 2008年9月 だいわ文庫）
- 江戸の未来人列伝 （祥伝社黄金文庫 2008年）
- 戦国最強の名将・智将がわかる本  （PHP研究所 2009年）
- 幕末維新なるほど人物事典（PHP文庫）
- 歴史人物・とっておきのウラ話（PHP文庫）
- 戦国なるほど人物事典（PHP文庫）
- この20人は、なぜすごいのか　乱世を生き抜く（PHP文庫）
- 歴史を歩く 深掘り神奈川 (PHP文庫 2015年)
- 歴史を歩く 信長 戦いの若き日々 誕生から「天下布武」まで （PHP文庫 2017年)
- 大いなる謎 北条早雲への旅─人生の真実とゆかりの地をたずねて（天夢人　2019年）
- 幕末維新とパンデミック 医療戦士かく戦えり(日本医療企画　2022)
- <一駅一話> 江ノ電沿線 歴史さんぽ（有隣堂 2022）
- 家康という生き方（有隣堂2023)
- 士（有隣堂 2024)

## 漫画原作
- まんが岩手人物シリーズ（岩手日報社）
  1. 原敬 （下田信夫作画 1988年）
  2. 三船久蔵 （ひおあきら作画 1988年）
  3. 宮沢賢治 （山田えいし作画 1989年5月）
  4. 後藤新平 （小田悦望作画 1989年10月）
  5. 米内光政 （つがる団平作画 1990年4月）
- マンガ日本史 傑物列伝 （黒鉄ヒロシ作画 三笠書房 1993年12月）